# Kaiu järv
Kaiu järv är en sjö i Estland.   Den ligger i landskapet Jõgevamaa, i den centrala delen av landet, 150 km sydost om huvudstaden Tallinn. Kaiu järv ligger 40 meter över havet. Arean är 1,3 kvadratkilometer. I omgivningarna runt Kaiu järv växer i huvudsak blandskog. Den sträcker sig 1,4 kilometer i nord-sydlig riktning, och 1,6 kilometer i öst-västlig riktning.